# خوشاگویی‌ها

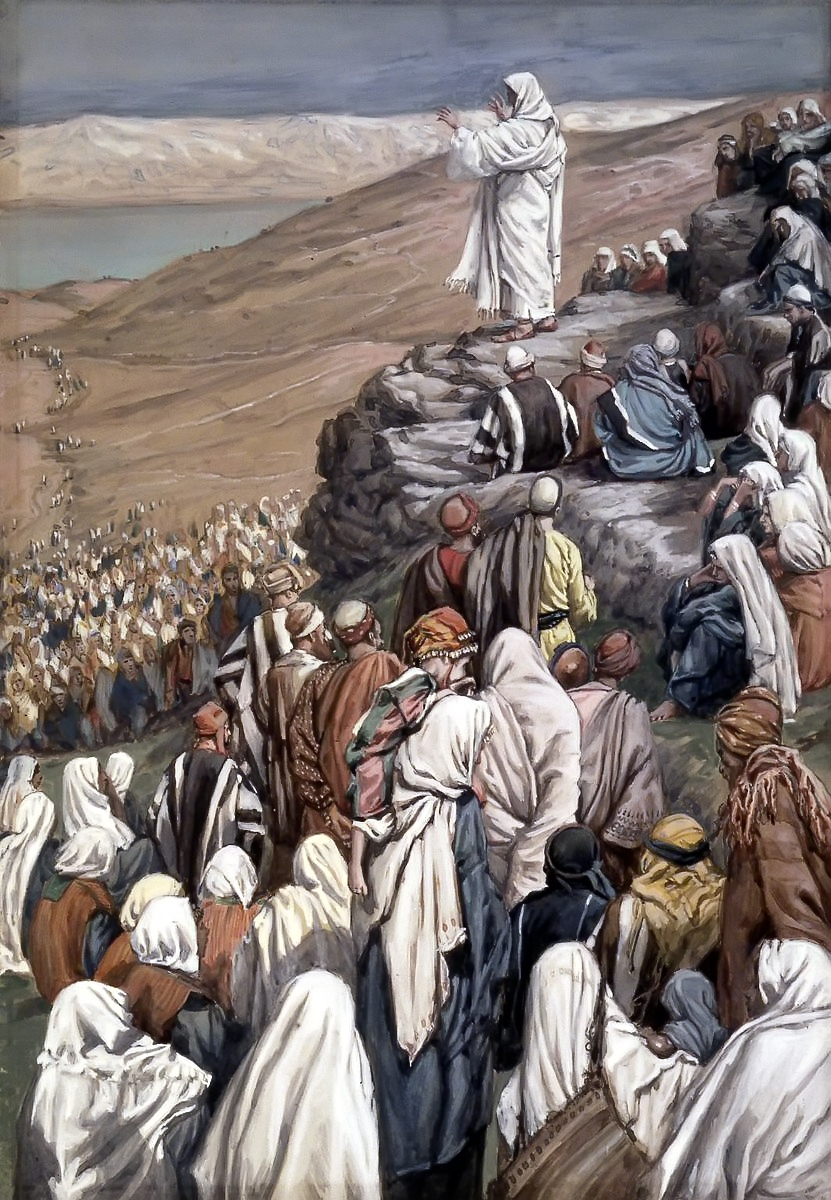
نطق خوشاگویی‌ها اثر جیمز تیسو، موزۀ بروکلین، حدود ۱۸۹۰.

منظور از خوشاگویی‌ها، هشت جمله‌ای است که بر اساس کتاب مقدس مسیحیان، عیسی در موعظۀ سر کوه خطاب به حاضران گفت و هر هشت جمله با عبارت «خوشا به حال» آغاز می‌شود. عیسی در این بخش از موعظه سر کوه، ویژگی آنانی که به گفته او از اهالی پادشاهی خدا خواهند بود را توضیح می‌دهد. خوشاگویی‌ها آغاز موعظه‌های عیسی است و چکیده‌ای از آموزه‌های او را به‌دست می‌دهد.
خوشاگویی‌ها بندهای پنج:سه تا پنج:ده از انجیل متی را تشکیل می‌دهند.

## متن
انجیل متی باب ۵:
1. هنگامی که عیسی جمعیت زیادی را دید، به بالای کوهی رفت و در آنجا نشست و شاگردانش به نزد او آمدند او دهان خود را گشوده
2. به آنان چنین آموزش داد:

۱۱ - خوشحال باشید اگر به خاطر من به شما دشنام می‌گویند، جفا می‌رسانند و به ناحق هرگونه افترائی به شما می‌زنند.
۱۲ - خوشحال باشید و بسیار شادی کنید، زیرا پاداش شما در آسمان عظیم است چون همین‌طور به پیامبران پیش از شما نیز جفا می‌رسانیدند.